# 60セカンズ
『60セカンズ』（シックスティ セカンズ、原題：Gone in 60 Seconds）は、2000年のアメリカ映画。かつて自動車窃盗で名を馳せた男が、弟の命を守るために一夜で超高級車50台を盗む難題に挑むカーアクション映画。監督はドミニク・セナ、主演はニコラス・ケイジ。1974年の映画『バニシングin60″』のリメイク作品であり、原題も同一である。

## ストーリー
メンフィスは、かつてどんな車も60秒で盗み出すと呼ばれた超高級車専門の自動車窃盗のエキスパートであったが、現在は足を洗い、故郷のロングビーチを離れて真面目に生活していた。
ある日、昔の仲間アトレーがメンフィスのもとを訪れ、彼の弟キップが危機的状況にあることを伝える。兄に憧れていたキップはメンフィスが故郷を離れた後、自前の自動車窃盗団を作り、新興の犯罪組織に雇われていた。しかし、ミスで警察に所在を掴まれ、キップと仲間たちは逃亡に成功するも、それまでに盗んだ車両は警察に押収されてしまった。残虐なことで有名な雇い主のカリートリーは、ミスの責任としてキップを殺すことを決めたという。急ぎ故郷に戻ったメンフィスはカリートリーに弟の助命を求めるが、条件は弟の仕事の期日通りの完遂であった。二度と窃盗をしないという母親との約束を破り、メンフィスは再び自動車窃盗の道に戻ることを決める。しかし、その内容は超高級車50台を4日後の午前8時までにすべて集めるという難題であった。
メンフィスはかつての仲間達を集めようとするが、ほとんどが死亡もしくは逮捕されており、かつての恋人スウェイからも断られてしまう。結局、集まったのはオットー、ドニー、スフィンクスの3名のみで仕方なく4人で決行しようとするが、そこにキップとその仲間たちが訪れ、自分たちも入れてくれと頼み込む。メンフィスは弟が加わることに難色を示すが、人手も時間も足りないとオットーに説得されてしぶしぶ認め、オットーの修理工場をアジトとする。
一方、窃盗捜査専門の刑事でメンフィスと面識があり、とうとう彼を捕まえることができなかった好敵手キャッスルベックは、キップがミスを犯した事件を捜査していた。キャッスルベックは手口の類似性とメンフィスの目撃情報から、彼が何らかの形で事件に関わっていると直感し、オットーの修理工場を訪れる。そこでメンフィスらが集まっていることや、警察無線の暗号に気づき、これから大規模な盗みを決行することを確信する。メンフィスたちは警察の捜査を出し抜くため、最後の一夜で50台を盗み出す計画を立て、残り期間をターゲットの調査と盗む手段の立案に充てる。決行直前にはスウェイも加わる。
計画の実行日。大半は計画通りに進む反面、キャッスルベックの捜査網や所有者の反撃など、イレギュラーなトラブルにも見舞われるが、時に巧妙に、時に正面突破で解決していく。一方、捜査の手を出し抜かれて焦るキャッスルベックは、キップの旧アジトにて盗み出すターゲット車種のリストを発見し、部下たちに照会を命じる。
やがて残り2台となったところで、キップの仲間トビーが警備員に撃たれて負傷する。盗みには成功したものの、彼の付き添いとしてアトレーとキップも同行し、3人が離脱する。期限が迫る中、失敗した場合に備えてキップを逃がす算段を立てようとするアトレーに対し、キップは自分は仲間を捨てて足を洗った兄と違い、仲間を見捨てるようなことはしないと拒絶する。しかし、アトレーはメンフィスに憧れていたキップが同じ道に進まないよう母親に頼まれており、他でもないキップのために足を洗ったことを明かす。
夜が明けた頃、メンフィスは最後の1台となる1967年型シェルビー・マスタングGT500に取りかかっていた。「エレノア」というコードネームが付けられたこのマスタングは、なぜか毎回盗難に失敗するというメンフィスにとっていわく付きの車であり、人間が捕まえることのできない生き物であるユニコーンとまで形容していた。他方、メンフィスのジンクスを知るキャッスルベックもまたマスタングに目をつけており、ちょうどメンフィスが乗り込んだところに出くわす。メンフィスと警察による壮絶なカーチェイスが始まり、1度は撒くことに成功するが突然のエンストで再び捜査網に引っかかる。再度のカーチェイスにおいて、メンフィスは事故で渋滞となっている橋に追い詰められる。絶体絶命の中、メンフィスはトラックの荷台をジャンプ台にして停車中の車を飛び越えるという離れ業をやってのけ、エレノアを損傷させながらもなんとかキャッスルベックの追撃から逃れる。
メンフィスはエレノアを納め、カリートリーのアジトを訪れる。ところが、カリートリーは18分遅れたことと、エレノアに欠損があることなどを理由に依頼を失敗したとみなして咎め、メンフィスを殺そうとする。拳銃で狙うカリートリーに対し、メンフィスはアジトの中を逃げ回るが、その最中、手がかりを求めてやってきたキャッスルベックが迷い込んでくる。それに気づいたカリートリーはキャッスルベックを殺そうとするが、間一髪でメンフィスが助けに入り、カリートリーは転落死を遂げる。命を助けられ、事情を知ったキャッスルベックはメンフィスを見逃すことをほのめかし、メンフィスはその礼に盗んだ車がある場所を伝える。
後日。キャッスルベックの計らいもあってお咎めなしとなった仲間たちは、オットーの工場の庭でバーベキューをしていた。すると、キップがメンフィスに今回の礼として受け取ってくれと鍵を渡す。その鍵は、キップが自分のバイクのパーツなどを売った金で購入したボロボロのエレノアの鍵であった。メンフィスとキップは兄弟の絆を取り戻し、スウェイとの関係も再び始まった。メンフィスが颯爽とエレノアに乗り込んで工場を出た瞬間、エレノアはまたもやエンストを起こし止まってしまうのであった。

## 登場人物
メンフィス
演 - ニコラス・ケイジ
元高級車専門の自動車窃盗団のリーダーで伝説的存在。現在は足を洗い、故郷のロングビーチを離れている。
スウェイ
演 - アンジェリーナ・ジョリー
メンフィスの自動車窃盗団時代の仲間兼恋人。現在は自動車修理工とバーテンダーで生計を立てる。
キップ
演 - ジョヴァンニ・リビシ
メンフィスの弟。かつての兄に憧れ自前の自動車窃盗団を組織し、カリートリーの参加で仕事を行う。今の兄のことは仲間を見捨てて逃げた男として失望している。
カリートリー
演 - クリストファー・エクルストン
ロングビーチを拠点とする犯罪組織のボス。イギリス出身で殺人罪でヨーロッパを追われてアメリカに活動を移したという。残虐なことで有名。
キャッスルベック刑事
演 - デルロイ・リンドー
ロングビーチ市警の窃盗事件専門の刑事。優秀だが、現役時代のメンフィスを結局逮捕できなかったことを悔やんでいる。
アトレー
演 - ウィル・パットン
メンフィスの昔の仲間。現在はカリートリーの部下。メンフィスやキップの目付役だが、昔の縁から何かと便宜を図ろうとする。
ドニー
演 - シャイ・マクブライド
メンフィスの昔の仲間。現在は車の教習官。高い運転技術を持つ。
オットー
演 - ロバート・デュヴァル
メンフィスの昔の仲間。現在は修理工場を営む。車両のみならず、機械全般に詳しい。
スフィンクス
演 - ヴィニー・ジョーンズ
メンフィスの昔の仲間。現在は葬儀屋。非常に寡黙でまったく言葉を発さないため、メンフィス以外からは聾唖だと思われている。
タンブラー
演 - スコット・カーン
キップの仲間。
タンブラー
演 - ティモシー・オリファント
キップの仲間。
ミラーマン
演 - T・J・クロス
キップの仲間。
トビー
演 - ウィリアム・リー・スコット
キップの仲間。チームの最年少。

## 公開と興行収益
本作は2000年6月9日に封切りされた。
公開初週末において全米で3,006館で上映され、2,530万ドルの興行収入を上げて『ミッション:インポッシブル2』を抜き、興行収入1位となった。
劇場公開終了までに、アメリカ国内での収入は1億160万ドル、国外収入は1億3,560万ドルとなり、全世界では2億3,720万ドルとなった。
制作費と広告費が高額であったために、スタジオは9,000万ドルの損失を被ったと推定されるが、ハリウッドにおける会計基準によりディズニーは2億1,200万ドルの損失として計上した。

## 評価
レビュー集計サイト「Rotten Tomatoes」では138件のレビューを基に25%の支持、平均評価は4.4/10となっている。同サイトの批評コンセンサスでは「かつてオスカー像を手に入れたニコラス・ケイジ、アンジェリーナ・ジョリー、ロバート・デュヴァルといった面々が参加したにもかかわらず、本作のクオリティはがっかりするほどに低い。筋書きに意味はなく、約束されたカーチェイスシーンすらも退屈だ」。しかし、観客評価は非常に高く、25万件以上のレビューで77%の支持がある。Metacriticでは、34人の批評家を基に100点満点中35点の加重平均スコアを獲得しており、「ほぼ否定的レビュー」としている。CinemaScoreでの観客評価では、A+からFまでの平均点で「B+」と平均的な評価をされている。

## 日本語版
| 役名                 | 俳優                         | 日本語吹き替え | 日本語吹き替え | 日本語吹き替え |
| 役名                 | 俳優                         | ソフト版       | 日本テレビ版   |                |
| -------------------- | ---------------------------- | -------------- | -------------- | -------------- |
| メンフィス           | ニコラス・ケイジ             | 大塚明夫       | 大塚明夫       |                |
| スウェイ             | アンジェリーナ・ジョリー     | 深見梨加       | 松本梨香       |                |
| キップ               | ジョヴァンニ・リビシ         | 松本保典       | 桐本拓哉       |                |
| キャッスルベック刑事 | デルロイ・リンドー           | 石田太郎       | 玄田哲章       |                |
| アトレー             | ウィル・パットン             | 谷口節         | 大塚芳忠       |                |
| ドニー               | シャイ・マクブライド         | 立木文彦       | 乃村健次       |                |
| カリートリー         | クリストファー・エクルストン | 大塚芳忠       | 家中宏         |                |
| フレブ               | ジェームズ・デュヴァル       | 三木眞一郎     | 石母田史朗     |                |
| オットー             | ロバート・デュヴァル         | 堀勝之祐       | 池田勝         |                |
| スフィンクス         | ヴィニー・ジョーンズ         | 中田譲治       | 郷里大輔       |                |
| タンブラー           | スコット・カーン             | 中村大樹       | 関貴昭         |                |
| ドライコフ           | ティモシー・オリファント     | 山路和弘       | 平田広明       |                |
| トビー               | ウィリアム・リー・スコット   | 神奈延年       | 佐藤せつじ     |                |
| ミラーマン           | T・J・クロス                 | 檀臣幸         | 落合弘治       |                |
| ヘレン               | グレイス・ザブリスキー       | 沢田敏子       | 谷育子         |                |

- ソフト版 - 初出2001年4月18日発売のVHS

声の出演その他：梁田清之、小室正幸、大川透、中村秀利、弘中くみ子、樫井笙人、吉田孝、浜田賢二、児玉孝子、すずき紀子、河相智哉、土田大、清水敏孝
演出：戸田清二郎、翻訳：荒木小織、録音・調整：重光秀樹、録音制作：ケイエスエス、制作監修：津司大三、日本語版制作：DISNEY CHARACTER VOICES INTERNATIONAL, INC.
- 日本テレビ版 - 初放送2004年5月7日：『金曜ロードショー』(21:03-23:14)、再放送2013年1月16日：TBS『水曜プレミアシネマ』(21:00-22:54)

声の出演その他：落合るみ、小形満、沢木郁也、川本克彦、米倉紀之子、鈴木正和、船木真人、清和祐子、園部好徳
演出：清水洋史、翻訳：松崎広幸、調整：田中和成、効果：サウンドボックス、スタジオ：オムニバス・ジャパン、制作担当：稲毛弘之／松本良子（東北新社）、プロデューサー補：野地玲子／村井多恵子、プロデューサー：大塚恭司／北島有子（日本テレビ）